# Severy (Kansas)
Severy es una ciudad ubicada en el condado de Greenwood en el estado estadounidense de Kansas. En el año 2010 tenía una población de 259 habitantes y una densidad poblacional de 199,23 personas por km².

## Geografía
Severy se encuentra ubicada en las coordenadas 37°37′21″N 96°13′39″O / 37.62250, -96.22750 (37.622487, -96.227635).

## Demografía
Según la Oficina del Censo en 2000 los ingresos medios por hogar en la localidad eran de $23,393 y los ingresos medios por familia eran $29,583. Los hombres tenían unos ingresos medios de $30,208 frente a los $24,063 para las mujeres. La renta per cápita para la localidad era de $12,623. Alrededor del 12.3% de la población estaban por debajo del umbral de pobreza.